# Советское шоссе (Новосибирск)
Сове́тское шоссе — одна из главных и самых загруженных магистралей города Новосибирска. Соединяет Кировский и Советский районы. Является магистралью территориального значения. Имеет выход на трассу федерального значения Р256.

## Географическое расположение
Советское шоссе пролегает от улицы Петухова, мимо посёлка Краснообск, до Приморской улицы в левобережной части Советского района. Бо́льшая часть Советского шоссе расположена за чертой города, в Новосибирском районе Новосибирской области. Проезжая часть шоссе заасфальтирована. На участке от перекрёстка с улицей Петухова, на протяжении около 670 метров, на юг вдоль шоссе идёт железнодорожная ветка.

## Благоустройство, ремонт, реконструкция

### Общее описание
В последнее время[уточнить] возникли проблемы с пропускной способностью и в 2008 году было принято решение о реконструкции магистрали, в два этапа. Причём работы по первому этапу должны быть завершены в 2010 году, а по второму этапу — ещё через два года. Работы предполагали в том числе расширение шоссе (участки от 4 до 6 полос), а также сооружение двух транспортных развязок. В результате ожидалось значительное увеличение пропускной способности Советского шоссе.
Помимо развязок, на магистрали построят: переходно-скоростные полосы, тротуары, надземные пешеходные переходы, заменят автопавильоны, поставят опоры освещения. На все работы область выделила около 1,8 млрд рублей, из них большая часть (свыше 1 млрд рублей) будут стоить развязки. Реконструкция магистрали проводится согласно двум программам: «Совершенствование и развитие автомобильных дорог Новосибирской области до 2010 года (с прогнозом до 2020 года)», а также «Дороги России XXI века». Проектная документация на реконструкцию магистрали подготовлена проектным институтом «ИркутскгипродорНИИ». Работы по реконструкции магистрали ведёт 38-й мостоотряд ОАО «Сибмост».

### Первая транспортная развязка
Первая двухуровневая транспортная развязка была открыта в октябре 2010 года. Она расположена на кольце Краснообска и входила в состав первого этапа реконструкции магистрали. В состав второго пускового комплекса по реконструкции входит участок от кольца Краснообска до улицы Петухова, с выходом на так называемый «винаповский мост».

### Вторая развязка
Запуск новой развязки, соединяющей Советское шоссе с улицей Петухова, состоялся 8 сентября 2015 года. В её состав также входят трамвайное кольцо и путепровод через железнодорожные пути с двумя светофорами.

### Дополнительный выезд из Элитного
В 2013 году обсуждалась возможность  строительства дополнительного выезда на Советское шоссе из посёлка Элитный. Выезд было предложено провести через безымянную автодорогу, в районе АЗС «Лукойл». До реконструкции Советского шоссе Элитный с ним связывало три автодороги. После же реконструкции осталась только одна — улица Молодёжная. И жителям посёлка стало неудобно пользоваться Советским шоссе. К остановке на шоссе планировали возвести и новую освещённую пешеходную дорожку — взамен утраченной при реконструкции.